# Клајд Кусацу
Клајд Кусацу (енгл. Clyde Kusatsu; Хонолулу, 13. септембар 1948), амерички је филмски, телевизијски и позоришни глумац.